# 悪魔タッチでみ・る・く
『悪魔タッチでみ・る・く』（あくまタッチでみ・る・く）は、奥村真理子による日本の漫画作品。小学館の学年誌『小学二年生』にて1987年6月号より1988年2月号まで連載された。単行本化はされていない。

## あらすじ
魔界で暮らす悪魔の女の子・みるくは、誰かをいじめることも嘘をつくこともできない優しい性格。しかしそんな性格は、悪魔としては異端で落ちこぼれであった。
やがて、みるくは魔界の女王によって使い魔のドラゴンとともに地上（人間の世界）へ追放されてしまう。地上で渉（わたる）という人間の少年と知り合ったみるくは、渉の家に居候しながら学校に通う生活を送ることになるが、彼との恋から人間になりたいと願うようになる。

## 登場人物
みるく
主人公。心優しい悪魔の女の子。魔界を追放され、地上で知り合った渉の家に居候することになる。渉のことが大好き。ミルクが大好物で、ミルクを飲むとパワーアップするが、副作用で髪の毛が長く伸びてしまう。また、「ピックテール」という先端がとがった悪魔のしっぽが生えており、その尻尾で刺された人間は普段と反対の性格になる。
年齢は800歳（悪魔の寿命は人間の100倍という設定のため）。実は悪魔の父親と天使の母親の間に生まれたハーフである。
パック
みるくの使い魔であるドラゴン。使い魔ではあるが、みるくとは対等の関係で、言葉も話せる。人間界では猫に姿を変えている。
渉（わたる）
地上に追放されたみるくと出会った少年。みるくと互いに好意を抱く。花屋の息子で、心優しい性格。押しに弱い面があり、時にみるくをやきもきさせる。
麻耶（まや）
渉のクラスメイト。渉のことが好きで、みるくと恋の火花を散らす。気の強い性格。
マジデス
魔界の王子。みるくのことが好きだが、みるくからは嫌がられている。みるくと強引に結婚するために、みるくと渉の恋をあの手この手で邪魔している。
マージョ
魔界を治める悪魔の女王。息子のマジデスが半分天使のみるくを気に入っているのを苦々しく思っている。最終的にはマジデスとみるくの結婚を阻止するため、みるくと渉が人間界で結ばれるように協力した。
みるくの両親
悪魔と天使のカップル。禁忌を破って愛し合った結果、宇宙の塵にされてしまった。